# The Durango Riot
The Durango Riot es una banda de hard rock sueca. Han creado tres álbumes de estudio: Telemission (2007), Backwards Over Midnight (2012), y Face (2014).